# Dirty Dancing 2 - Noites de Havana
Dirty Dancing: Havana Nights (bra/prt: Dirty Dancing 2 - Noites de Havana) é um filme estadunidense de 2004, , do gênero drama romântico, dirigido por Guy Ferland. O filme estreou a 8 de Julho de 2004 em Portugal. O filme é um prequela/re-imaginação do Blockbuster de 1987 Dirty Dancing, reutilizando a mesma trama básica, mas transferindo a história do norte de Nova York para Cuba no ápice da Revolução Cubana. O filme foi filmado principalmente em Old San Juan, Porto Rico.
Havana Nights é baseado em um roteiro original do dramaturgo e apresentador da NPR Peter Sagal, baseado na experiência da vida real da produtora JoAnn Jansen, que viveu em Cuba aos 15 anos de idade em 1958-59. Sagal escreveu o roteiro, intitulado Cuba Mine, sobre uma jovem americana que testemunhou a revolução cubana e teve um romance com um jovem revolucionário cubano. O roteiro seria uma história de romantismo político sério, documentando, entre outras histórias, como a revolução cubana se transformou de idealismo em terror. Foi comissionado em 1992 por Lawrence Bender, que estava ganhando fama com sua produção nos filmes de Quentin Tarantino, Reservoir Dogs e Pulp Fiction. O roteiro foi comprado por um estúdio de cinema, que solicitou várias reescritas antes de decidir não produzir o filme. Uma década depois, Bender decidiu fazer uma sequência de Dirty Dancing, e o filme foi muito vagamente adaptado do roteiro de Sagal. Nem uma única linha do roteiro original de Sagal aparece no filme final e Sagal diz que os únicos remanescentes do tema político que existiam em seu roteiro é uma cena em que algumas pessoas são executadas.
O filme foi o primeiro filme de Hollywood da atriz Romola Garai e ela repetidamente cita a filmagem do filme como sendo uma experiência extremamente negativa que a levou a reavaliar o trabalho em Hollywood. Em uma entrevista em 2004 ao The Daily Telegraph, ela explicou que os cineastas "estavam obcecados em ter alguém magra. Eu apenas pensei, por que eles não pegaram alguém como Kate Bosworth, se é isso que eles queriam?".
Em outubro de 2017, no meio das Acusações de abuso sexual contra Harvey Weinstein em Hollywood, Garai revelou mais tarde que Harvey Weinstein, cuja companhia Miramax co-produziu o filme, havia exigido dela para encontrá-lo sozinho em um quarto de hotel dele no Savoy, enquanto ele estava vestindo apenas um roupão de banho, ela disse que:tinha apenas 18 anos e que se sentiu violentada.

## Sinopse
Em 1958, Katey Miller, uma garota de 18 anos, se muda para Cuba com seus pais e sua irmã. Chegando lá, não consegue se encaixar com os filhos dos colegas de trabalho de seu pai. No hotel em que mora acaba por conhecer Javier, um garoto cubano que é apaixonado pela dança. Na tentativa de ajudar Javier, os dois entram em um concurso local de dança, e acabam se apaixonando no processo.

## Elenco
- Romola Garai como Katey Miller
- Diego Luna como Javier Suarez
- Sela Ward xomo Jeannie Miller
- John Slattery como Bert Miller
- Mika Boorem como Susie Miller
- Jonathan Jackson como James Phelps
- Rene Lavan como Carlos Suarez
- Patrick Swayze como instrutor de dança
- January Jones como Eve
- Mýa como Lola Martinez
- Angélica Aragón como sra. Suarez
- Polly Cusumano como Polly
- Chris Engen como Steph
- Charlie Rodriguez como avô Suarez
- Tommy Kavelin como sr. Alonso

## Trilha sonora
1. "Dance Like This" – Wyclef Jean com Claudette Ortiz
2. "Dirty Dancing" – The Black Eyed Peas
3. "Guajira (I Love U 2 Much)" – Yerba Buena
4. "Can I Walk By" – Jazze Pha com Monica
5. "Satellite (From "Havana Nights")" – Santana com Jorge Moreno
6. "El Beso Del Final" – Christina Aguilera
7. "Represent, Cuba" – Orishas com Heather Headley
8. "Do You Only Wanna Dance" – Mýa
9. "You Send Me" – Shawn Kane
10. "El Estuche" – Aterciopelados
11. "Do You Only Wanna Dance" – Julio Daivel Big Band (conduzido por Cucco Peña)
12. "Satellite (versão espanhola) Nave Espacial (de "Havana Nights")" – Santana com Jorge Moreno